# Mokelumne
Mokelumne – rzeka w USA, w Kalifornii o długości 129 kilometrów, powierzchni dorzecza 1712 km² oraz średnim przepływie 18 m³/s. Jej źródła znajdują się w górach Sierra Nevada, a uchodzi ona do rzeki San Joaquin w delcie Sacramento i San Joaquin.
Rzeka Mokelumne przecina kalifornijską Dolinę Centralną, przepływając przez hrabstwa Amador, Calaveras, San Joaquin oraz Sacramento. Z większych miejscowości rzeka przepływa przez miasto Lodi w hrabstwie San Joaquin. Na rzece odbywają się corocznie popularne spływy kajakowe.
Nazwa Mokelumne pochodzi z języka Indian Miwok, w którym „moke” oznacza „sieć na ryby”, natomiast przyrostek „umne” oznacza „ludzie z”.

## Dopływy
- Cosumnes